# Valdemar Eiberg
Valdemar Eiberg (* 23. August 1892 in Kolding als Waldemar Sophus Gerlach Eiberg; † 4. Juli 1965 in Kopenhagen) war ein dänischer Jazzmusiker (Saxophon, Orchesterleitung).
Eiberg spielte zunächst Mundharmonika und Mandoline, um sich dann der Klarinette und dem Saxophon zu widmen. Er spielte zunächst in einem Mandolinen-Trio und wechselte dann zur Hawaiigitarre. 1923 gründete er das erste dänische Jazzorchester; 1924 nahm sein Ensemble  die frühesten bekannten Beispiele des dänischen Jazz auf („I've Got a Cross-Eyed Papa“ b/w „In Bluebird Land“). Weitere Titel folgten 1925/26 für Polydor.
In Eibergs Band spielten zahlreiche Musiker, die im goldenen Zeitalter des dänischen Jazz prominent wurden, darunter Kai Ewans, Kjeld Bonfils, Leo Mathisen, Peter Rasmussen und Svend Asmussen.